# جرمی ایوانز
جرمی ایوانز (انگلیسی: Jeremy Evans؛ زادهٔ ۲۴ اکتبر ۱۹۸۷) بازیکن بسکتبال اهل ایالات متحده آمریکا است.

## حرفه
از باشگاه‌هایی که در آن بازی کرده‌است می‌توان به باشگاه بسکتبال پاناتینایکوس، یوتا جاز، و دالاس ماوریکس اشاره کرد.